# 甘榜峇魯站
甘榜峇鲁站位於吉隆坡甘榜峇鲁哈山沙列路，是巴生谷格拉那再也线的其中一个地下轻快铁车站，主要服务甘榜峇鲁一带的居民。本站属于格拉那再也（旧称布特拉轻快铁）第二阶段线路，于1999年6月1日开始运营。

## 车站概要

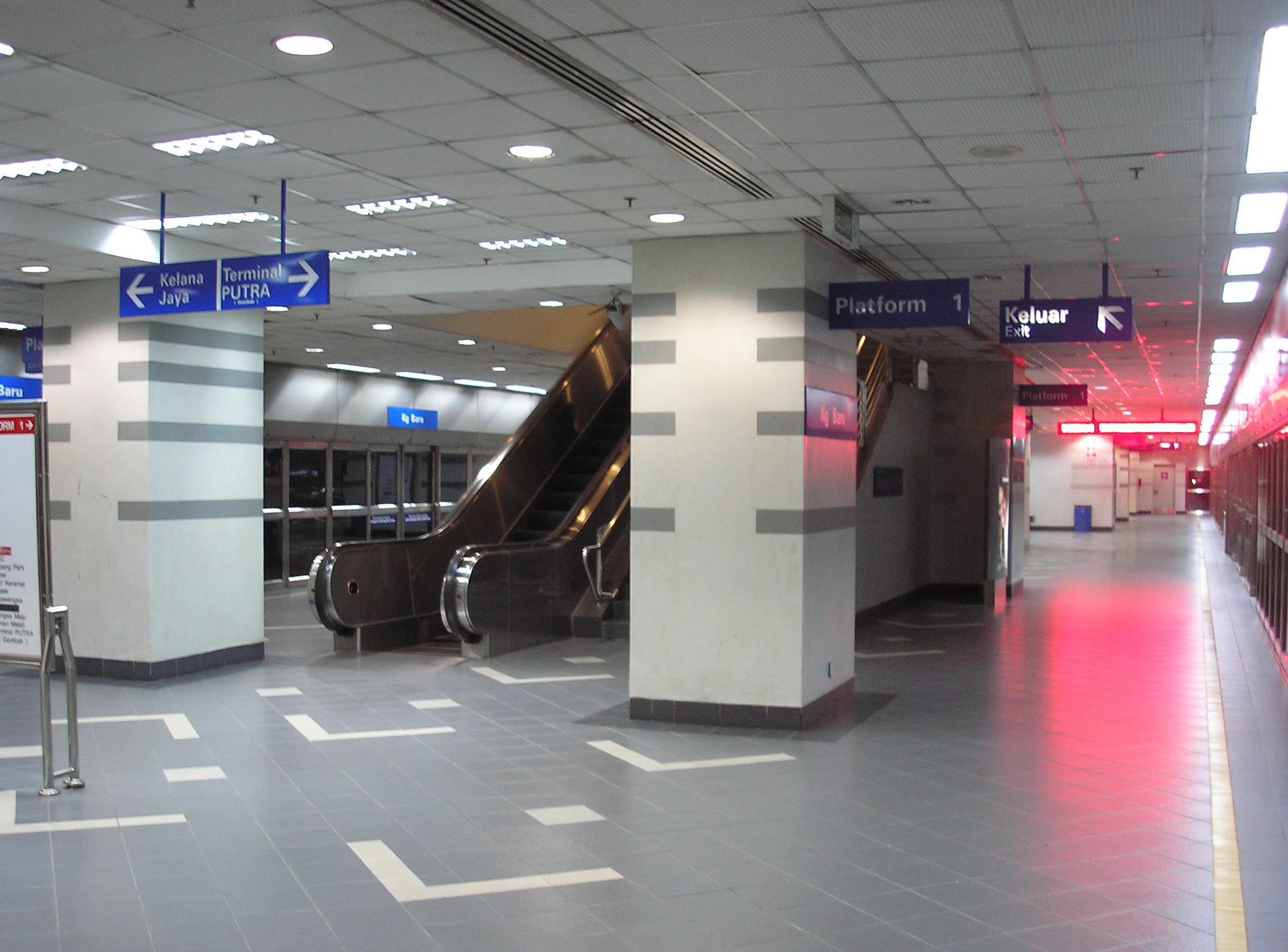
甘榜峇鲁地下站台

本站属于5 格拉那再也线第二阶段线路，于1999年6月1日开始运营，以布特拉轻快铁（PUTRA）的第二阶段线路和从布特拉终站（现鹅唛站）至占美清真寺站的12个车站同时开放（不包括南北花园站）。甘榜峇鲁站位于甘榜峇鲁南部边缘，毗邻安邦吉隆坡高架大道（AKLEH）和巴生河，距离吉隆坡城中城（KLCC）仅700米。甘榜峇鲁一个马来乡村，也是吉隆坡市中心最后一块未发展的地区，对马来人拥有深刻意义。而未来的甘榜峇鲁城镇中心（KBCC）计划在此站建造一座70楼高的大厦，以迎合时代的发展。

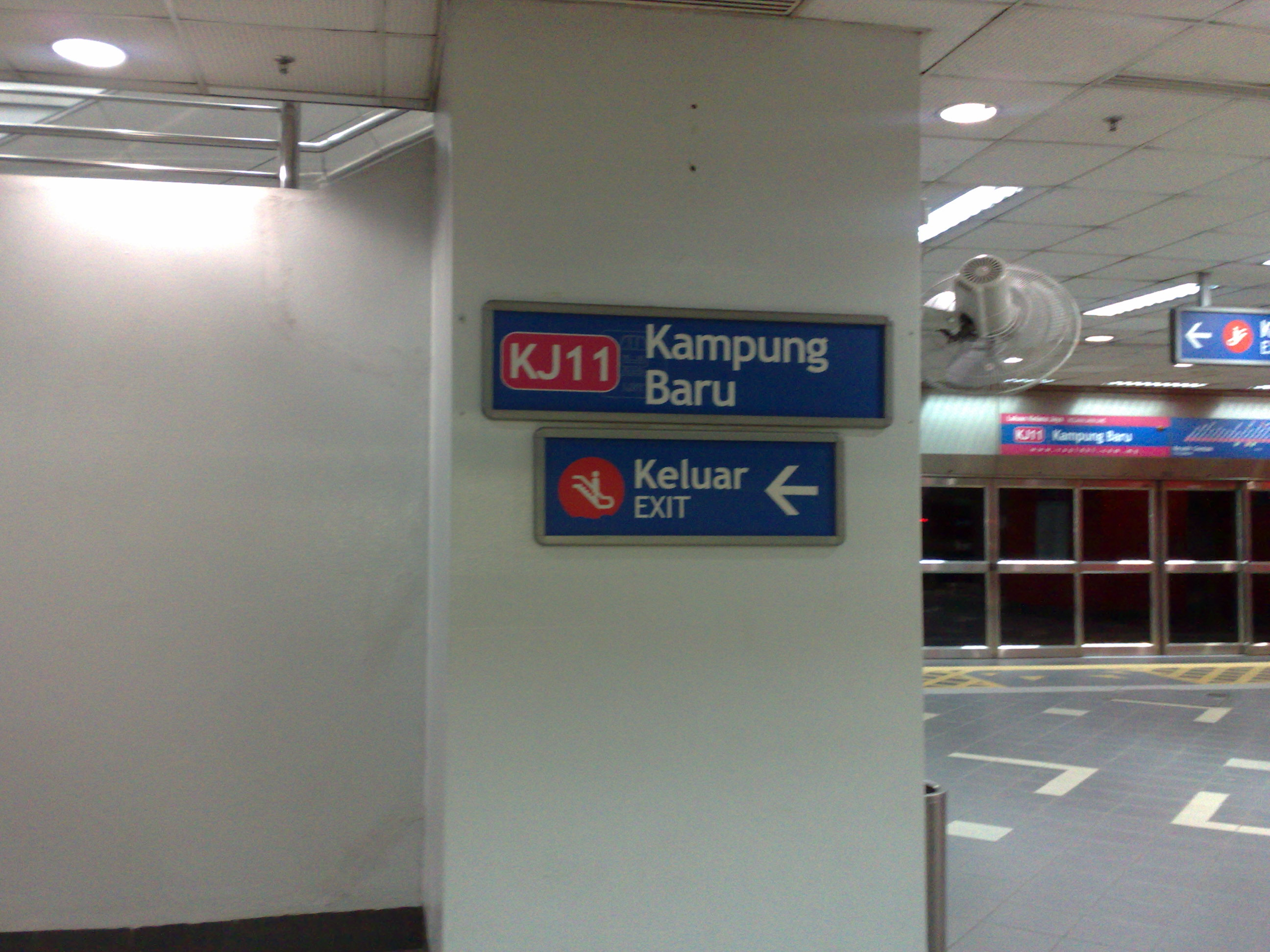
甘榜峇鲁站牌

## 车站结构
本站一共有两个地下楼层和地面层。售票處、驗票閘門及便利商店等位於地面出入口地下一楼，地下二楼為島式月台和列車軌道。此站連同其他四個地下輕快鐵站皆設有密封的高站台门。地下二楼和二楼之间有电梯衔接，而车站的每个楼层也备有楼梯和手扶梯。本站有两个入口，唯其中一个不对外开放。

## 意外事件
2021年5月24日晚间8时33分，一辆从甘榜峇鲁空车驶往吉隆坡城中城的列车因在不恰当的时间驶入地下轨道，而与另一辆乘坐213人的列车迎面相撞，造成47人受重伤，另有166人轻伤,该次事件也是格拉那再也线投入服务来，首次发生列车相撞事故的罕见意外。

## 服务时间
以下营运时间以官方网站为准。
| 星期一至六            | 星期日及公假 | 星期一至六 | 星期日及公假 | 星期一至六 | 星期日及公假 |       |
| 格拉那再也线          |              |            |              |            |              |       |
| 从布特拉高原 往鹅唛站 | 06:00        | 06:00      | 23:55        | 23:30      | 00:21        | 23:51 |
| 从鹅唛 往布特拉高原站 | 06:00        | 06:00      | 23:55        | 23:30      | 23:58        | 23:40 |

## 车站周边
- 莎罗马行人天桥